# Mahindra XUV500
La Mahindra XUV500 è un SUV prodotto dal 2011 al 2021 dalla casa automobilistica indiana Mahindra & Mahindra. 
La XUV500 è stata progettata e sviluppata nel centro di progettazione di Mahindra a Nashik e Chennai ed è prodotto nello stesso stabilimento. Lanciata nel 2011, la XUV500 è stata aggiornata nel 2015 e nuovamente nel 2019, per poi essere stata sostituita dalla XUV700 nel 2021.

## Storia

### (2011-2015)
La XUV500 venne lanciata con un 2.2 turbodiesel da 140 CV e proposto in due versioni: la W6 (solo a due ruote motrici), che includeva un display di infotainment monocromatico da 6 pollici, due airbag, ABS con distribuzione elettronica della forza frenante (EBD) e freni a disco su tutte le ruote e la W8 (a due o quattro ruote motrici), che aggiungeva navigatore con GPS, sei airbag, display touch screen, controllo elettronico della stabilità (ESP), controllo Hill Hold e Hill Descent, cerchi in lega e rivestimenti in pelle. Nel 2013 venne aggiunta una versione base denominata W4.

### Restyling 2015
La XUV500 venne aggiornata nel maggio del 2015. Dopo il restyling, venne aggiunta la versione in gamma la versione W10. In seguito venne annunciata nel novembre del 2015 la trasmissione automatica, per poi essere disponibile sulle versioni a partire dal 5 dicembre 2015.

### Restyling 2018
Il 18 aprile 2018 venne la vettura subì un ulteriore restyling, con il 2.2 turbodiesel ricevette un aumento di potenza arrivando a 155 CV.
Venne cambiato anche il sistema di denominazione delle versioni, passando dai numeri pari ai dispari (W5, W7, W9, W11). Inoltre vennero effettuate aggiornamenti alla dotazione e piccole modifiche stilistiche.